# Osdorp Posse
Osdorp Posse est un groupe néerlandais de hip-hop, originaire d'Amsterdam-Nouvel-Ouest, actif entre 1989 et 2009. Ils sont les premiers à utiliser le terme nederhop et sont largement reconnus aux Pays-Bas comme les ancêtres du hip-hop néerlandais.
Durant son existence, le groupe se compose de Def P (Pascal Griffioen), de DJ IJsblok (Marco Moolhuizen) et King (Arthur Bezuijen), du beatmaker Seda (Robin Bezuijen) et du DJ Daan (Daan Snouck Hurgronje). Def P et IJsblok sont cousins, King et Seda sont frères.

## Histoire

### Débuts et succès

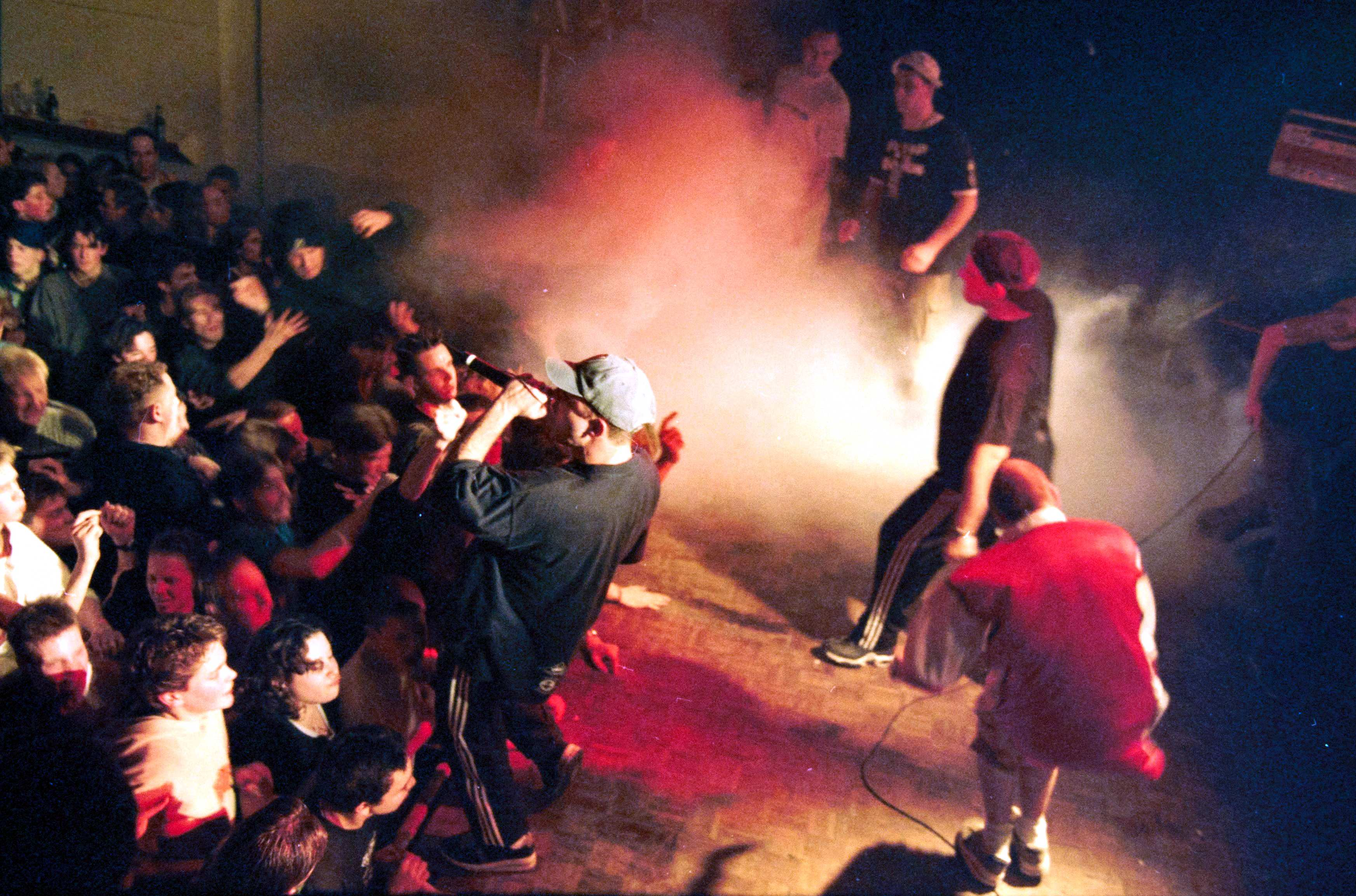
Sur scène en 1999.

Osdorp Posse se forme en 1989, devenant ainsi le premier groupe de rap néerlandophone. L'émission de télévision VPRO Onrust diffuse un clip du morceau Moordenaar et une interview du groupe en 1990. En 1992, le premier album Osdorp Style sort sur le label néerlandais Djax de Saskia Slegers. L'album connait un succès inattendu et l'EP Roffer dan ooit suit la même année. À la radio néerlandaise, Osdorp Posse est accusé de « jouer le ghetto », et qualifié de groupe à ne pas prendre au sérieux parce qu'il rappe en néerlandais.
Un nouvel album, Vlijmscherp, sort en 1993. Sur cet album, Osdorp Posse exprime son opinion négatif sur les médias. À cause de morceaux comme Playing Ghetto, dans laquelle un présentateur est traité de « cheesehead cunt », Osdorp Posse n'est plus du tout diffusé à la radio. En fait, les stations de radio publiques et commerciales n'accordent plus du tout de temps d'antenne à Osdorp Posse. Cependant, ce n'est pas la fin d'Osdorp Posse. En 1995, Afslag Osdorp est publié, où les paroles typiquement acerbes et les sujets socialement critiques tels que la prostitution, l'amour véritable, la religion et les abus sont rimés en dialecte amstellodamois. Afslag Osdorp est considéré par beaucoup comme leur meilleur album, mais c'est en tout cas l'un de leurs albums les plus réussis et l'un des albums de nederhop les plus vendus de tous les temps. Afslag Osdorp est le premier album de hip-hop néerlandophone à entrer dans le Top 100 des albums, passant au total 14 semaines dans le Top 20. Il s'agit d'un exploit unique, dont le sommet ne sera égalé que 7 ans plus tard par Brainpower.
En 1996, une collaboration avec le groupe de metal Nembrionic donne naissance à l'album Briljant Hard en Geslepen, qui combine les genres musicaux du hip-hop et du metal. Les réactions à cet album sont très mitigées. En 1997, l'album Geendagsvlieg sort, avec des collaborations avec Henny Vrienten de Doe Maar et le groupe de metal Blind Justice. La même année, le succès est scellé par deux concerts au Pinkpop, dont un sur la scène principale, qui devient le plus grand concert de rap néerlandophone des années 1990. En outre, leur propre label RAMP Records est fondé cette année-là. 

### Séparation
Le 9 juin 2008, le groupe annonce sa séparation après 20 ans d'existence. En 2009, le groupe fait une tournée d'adieu et sort un album avec une vue d'ensemble du groupe. Ce double album, intitulé 2 Decennias, donne une vue d'ensemble de 20 ans d'Osdorp Posse. Outre six nouveaux morceaux, il contient des remixes de morceaux de la première décennie et des chansons sélectionnées par les membres du groupe pour la deuxième décennie.
En 2009, Afslag Osdorp est réédité. Ce CD était déjà le CD le plus vendu d'Osdorp Posse à l'époque. Grâce à cette réédition, Afslag Osdorp obtient le statut de disque d'or.
Ignorant de nombreuses offres de tournées lucratives, le groupe se réunit une toute dernière fois le 2 décembre 2023, lors d'une performance surprise pendant les adieux du leader Def P.

## Discographie notable

### Albums studio
- 1992 : Osdorp Stijl
- 1993 : Vlijmscherp
- 1995 : Afslag Osdorp
- 1996 : Briljant, Hard En Geslepen (avec Nembrionic)
- 1997 : Geendagsvlieg
- 1998 : Oud en Nieuw
- 2000 : Kernramp
- 2003 : Tegenstrijd
- 2012 : Top 100
- 2021 : Roffer dan Ooit

### Singles et EP
- 1992 : Roffer dan Ooid
- 2000 : Origineel Amsterdams